# ایر اکسل
ایر اکسل (به انگلیسی: Air Excel) یک شرکت هواپیمایی است که در تاریخ ۱۹۹۷ میلادی تأسیس شده و در تاریخ ۱۹۹۸ فعالیتش را آغاز کرده‌است.
دفتر مرکزی ایر اکسل در آروشا, تانزانیا واقع شده‌است و قطب این شرکت هواپیمایی در فرودگاه آروشا قرار دارد و به ۱۲ مقصد، پرواز مستقیم انجام می‌دهد.